# باسیلان

جانمای استان باسیلان در نقشه فیلیپین.

باسیلان (Basilan) یکی از استان‌های کشور فیلیپین است. این استان بخشی از جزیرهٔ میندانائو به شمار می‌رود.
مرکز این استان شهر ایزابلا سیتی است. جمعیت آن حدود پانصد هزار نفر است. مساحت این استان هزار و دویست کیلومتر مربع است .